# Lazar Tomanović
Lazar Tomanović na crnogor. ćiril. Лазар Томановић, Lepetani kraj Herceg Novog, 30. ožujka 1845. - Herceg Novi, 2. studenog 1932., crnogorski premijer, ministar, publicist.
Školovao se u Herceg-Novom, Zadru, Novom Sadu, studirao u Budimpešti a doktor je pravnih znanosti postao u Grazu. 
Kako se Herceg-Novi tada nalazio u Austro-Ugarskoj Monarhiji, Tomanović se politikom počeo baviti u Srpskoj narodnoj stranci Dalmacije i bio je zastupnik u Dalmatinskom saboru. 
Godine 1891. dolazi u Kneževinu Crnu Goru i postaje glavni urednik lista Glas Crnogorca. 
Premijer crnogorske kneževske vlade postaje u travnju 1907. i na toj je dužnosti, u nekoliko mandata, do lipnja 1912. godine. 
Bio je i ministar pravosuđa i ministar vanjskih poslova.
Kao premijer organizirao svečanosti proglašenja Kraljevine Crne Gore 1910. godine. Bio je veoma odan knezu/kralju Nikoli I. Petroviću.
Tijekom službovanja u crnogorskoj prijestonici, kao kvalificirani pisac, objavio je niz historiografskih pokušaja kojim je nastojao dokazivati kako crnogorska država ni jednoga trenutka u srednjem vijeku nije bila dijelom Osmanskoga carstva.
Nakon 1918. više se ne bavi politikom, te živi Herceg-Novome gdje je pisao historiografske prikaze.

## Važnija djela
- "Petar II. Petrović Njegoš kao vladalac" (1896.)
- "Ivan Crnojević, gospodar Zetski" (1900.)
- "Događaji u Boki kotorskoj 1797. – 1814." (1922.)
- "Iz moga ministrovanja" (dijelovi memoara, časopis "Nova Evropa", Zagreb 1921.)